# Корте (округ)
Округ Корте (фр. Arrondissement de Corte) — округ у Франції, в департаменті Верхня Корсика. 2023 року округ об'єднував 158 муніципалітетів, населення становило 59 732 особи.
Адміністративний центр (супрефектура) — Корте.

## Муніципалітети
Список муніципалітетів округу та їхні коди INSEE:
1. Агйоне (2B002)
2. Аїді (2B003)
3. Аландо (2B005)
4. Алерія (2B009)
5. Альбертачче (2B007)
6. Альтіані (2B012)
7. Альці (2B013)
8. Ампріані (2B015)
9. Антізанті (2B016)
10. Аско (2B023)
11. Бігорно (2B036)
12. Бізінкі (2B039)
13. Бустаніко (2B045)
14. Валле-д'Алезані (2B334)
15. Валле-ді-Камполоро (2B335)
16. Валле-ді-Ростіно (2B337)
17. Валле-д'Орецца (2B338)
18. Велоне-Орнето (2B340)
19. Венако (2B341)
20. Вентізері (2B342)
21. Венцоласка (2B343)
22. Вердез (2B344)
23. Весковато (2B346)
24. Веццані (2B347)
25. Віваріо (2B354)
26. Вольпайола (2B355)
27. Гавіньяно (2B122)
28. Гізоначча (2B123)
29. Гізоні (2B124)
30. Джокатойо (2B125)
31. Джункаджо (2B126)
32. Ербайоло (2B105)
33. Ероне (2B106)
34. Ізолаччо-ді-Фьюморбо (2B135)
35. Казаб'янка (2B069)
36. Казальта (2B072)
37. Казамаччолі (2B073)
38. Казанова (2B074)
39. Казевекк'є (2B075)
40. Калакучча (2B047)
41. Камбія (2B051)
42. Кампана (2B052)
43. Кампі (2B053)
44. Кампіле (2B054)
45. Кампітелло (2B055)
46. Канаваджа (2B059)
47. Канале-ді-Верде (2B057)
48. Каркето-Брустіко (2B063)
49. Карпінето (2B067)
50. Картіказі (2B068)
51. Кастелларе-ді-Казінка (2B077)
52. Кастелларе-ді-Меркуріо (2B078)
53. Кастелло-ді-Ростіно (2B079)
54. Кастільйоне (2B081)
55. Кастінета (2B082)
56. Кастірла (2B083)
57. Кастіфао (2B080)
58. Кіза (2B366)
59. Корте (2B096)
60. Корш'я (2B095)
61. Кроче (2B101)
62. Крочиккія (2B102)
63. Куерчителло (2B255)
64. К'ятра (2B088)
65. Ла-Порта (2B246)
66. Лано (2B137)
67. Ленто (2B140)
68. Лінгуїццетта (2B143)
69. Лорето-ді-Казінка (2B145)
70. Лоцці (2B147)
71. Луго-ді-Нацца (2B149)
72. Матра (2B155)
73. Маццола (2B157)
74. Мольтіфао (2B162)
75. Моначія-д'Орецца (2B164)
76. Монте (2B166)
77. Морозалья (2B169)
78. Мота (2B161)
79. Мураччоле (2B171)
80. Новале (2B179)
81. Нокаріо (2B176)
82. Ночета (2B177)
83. Ольмо (2B192)
84. Омесса (2B193)
85. Ортале (2B194)
86. Ортіпоріо (2B195)
87. Панкерачча (2B201)
88. Парата (2B202)
89. Пента-Аккуателла (2B206)
90. Пента-ді-Казінка (2B207)
91. Переллі (2B208)
92. Перо-Казевекк'є (2B210)
93. П'є-д'Орецца (2B222)
94. П'єдігриджо (2B220)
95. П'єдікорте-ді-Гаджо (2B218)
96. П'єдікроче (2B219)
97. П'єдіпартіно (2B221)
98. П'єтра-ді-Верде (2B225)
99. П'єтрасерена (2B226)
100. П'єтрикаджо (2B227)
101. П'єтрозо (2B229)
102. Пйобетта (2B234)
103. Поджо-ді-Нацца (2B236)
104. Поджо-ді-Венако (2B238)
105. Поджо-Мариначчо (2B241)
106. Поджо-Меццана (2B242)
107. Польверозо (2B243)
108. Пополаска (2B244)
109. Поррі (2B245)
110. Прато-ді-Джовелліна (2B248)
111. Прунеллі-ді-Казакконі (2B250)
112. Прунеллі-ді-Фьюморбо (2B251)
113. Пруно (2B252)
114. П'янелло (2B213)
115. П'яно (2B214)
116. П'яццалі (2B216)
117. П'яццоле (2B217)
118. Рападжо (2B256)
119. Ривентоза (2B260)
120. Роспільяні (2B263)
121. Рузьйо (2B264)
122. Салічето (2B267)
123. Сан-Гавіно-д'Ампюньяні (2B299)
124. Сан-Гавіно-ді-Фьюморбо (2B365)
125. Сан-Дам'яно (2B297)
126. Сан-Джованні-ді-Моріані (2B302)
127. Сан-Джуліано (2B303)
128. Сан-Лоренцо (2B304)
129. Сан-Ніколао (2B313)
130. Санта-Лучія-ді-Меркуріо (2B306)
131. Санта-Лучія-ді-Моріані (2B307)
132. Санта-Марія-Поджо (2B311)
133. Санта-Репарата-ді-Моріані (2B317)
134. Сант'Андреа-ді-Боцьйо (2B292)
135. Сант'Андреа-ді-Котоне (2B293)
136. Санто-П'єтро-ді-Венако (2B315)
137. Сермано (2B275)
138. Серра-ді-Ф'юморбо (2B277)
139. Сільвареччо (2B280)
140. Ската (2B273)
141. Сколька (2B274)
142. Соверія (2B289)
143. Соларо (2B283)
144. Сорбо-Оканьяно (2B286)
145. Стаццона (2B291)
146. Талазані (2B319)
147. Таллоне (2B320)
148. Тальйо-Ізолаччо (2B318)
149. Таррано (2B321)
150. Токс (2B328)
151. Тралонка (2B329)
152. Фавалелло (2B110)
153. Фельче (2B111)
154. Фікая (2B113)
155. Фочиккія (2B116)
156. Цалана (2B356)
157. Цуані (2B364)
158. Червйоне (2B087)